# Franz

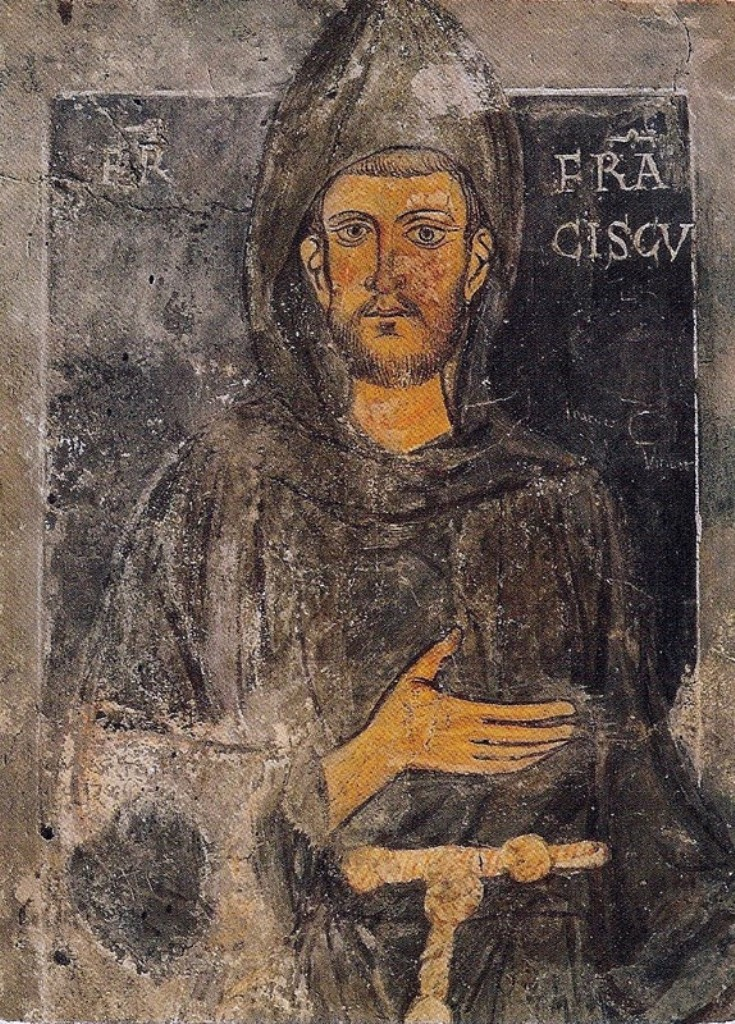
Der hl. Franz von Assisi

Franz ist ein männlicher Vorname.

## Herkunft und Bedeutung
Bei Franz handelt es sich um die deutsche Variante von Franciscus.
Der Name geht auf Franz von Assisi zurück, dessen Vater zum Zeitpunkt seiner Geburt auf einer Handelsreise in Frankreich war. Als er nach Italien zurückkehrte, nannte er seinen Sohn, der zuvor auf den Namen Giovanni getauft worden war, Francesco (deutsch: „kleiner Franzose“ oder „Französchen“) .
Der Name geht auf den Stammesnamen der Franken zurück, der sich vom germanischen *franka „tapfer“, „mutig“, später „frei“ ableitet.

## Verbreitung
Bereits in der Frühzeit findet sich die eingliedrige germanische Namensform fran(o), jedoch geriet diese Form mit der Trennung in ein West- und Ostfränkisches Reich (den Vorläufern von Frankreich und den deutschsprachigen Ländern) in Vergessenheit. Ab der zweiten Hälfte des 13. Jahrhunderts verbreitete sich Franc als Ableitung des latinisierten Franciscus im Umfeld der Franziskaner und ihres Ordenstifters Franz von Assisi.
Heute ist der Name Franz in erster Linie im deutschen Sprachraum verbreitet.
In der Schweiz trugen Stand 2020 insgesamt 11686 Männer und Jungen diesen Namen. In letzter Zeit wird der Name jedoch nur noch selten vergeben. Im Jahr 2021 wurde er nur viermal vergeben und belegte damit Rang 1359 der Vornamenscharts.
Auch in Österreich sank die Popularität des Namens seit den 1980er Jahren. Jedoch ist er nach wie vor mäßig beliebt. Im Jahr 2021 belegte er Rang 149 der Hitliste und wurde an 0,11 % aller neugeborenen Jungen vergeben.
In Deutschland zählte Franz im ausgehenden 19. und beginnenden 20. Jahrhundert zu den beliebtesten Jungennamen. Zur Mitte des Jahrhunderts hin sank seine Popularität. In den 1960er Jahren geriet der Name außer Mode, jedoch wird er auch heute noch vergeben. Im Jahr  2021 belegte er Rang 137 der Vornamenscharts. In der Hitliste der beliebtesten Zweitnamen erreichte Franz sogar Rang 51.
In den Niederlanden wurde der Name bis in die 1970er Jahre regelmäßig vergeben. Besonders häufig wurde Franz im Jahr 1942 gewählt.
Auch in Belgien und Luxemburg ist der Name geläufig.

## Varianten
- Dänisch: Frans, Frantz
- Deutsch: Franziskus
- Englisch: Francis
  - Irisch: Proinsias
  - Schottisch-gälisch: Frang
  - Walisisch: Ffransis
  - Diminutiv: Fran, Frank, Frankie, Franny
- Finnisch: Frans
  - Diminutiv: Ransu
- Französisch: Francis, Francisque, François
  - Bretonisch: Frañsez
  - Korsisch: Francescu
- Italienisch: Francesco
  - Latein: Franciscus
  - Sardinisch: Frantziscu
  - Diminutiv: Franco
- Kroatisch: Frane, Franjo, Frano
  - Diminutiv: Fran, Franko
- Litauisch: Pranciškus
- Niederländisch: Franciscus, Frans
  - Limburgisch: Frens
    - Diminutiv: Frenske
- Norwegisch: Frans
- Polnisch: Franciszek
- Portugiesisch: Francisco
  - Diminutiv: Chico
- Schwedisch: Frans
- Serbisch: Franjo
- Slowakisch: František
- Slowenisch: Franc, France, Frančišek
  - Diminutiv: Fran, Franci
- Spanisch: Francisco
  - Baskisch: Frantzisko, Patxi
  - Katalanisch: Francesc
    - Diminutiv: Cesc

  - Diminutiv: Curro, Fran, Kiko, Paco, Pancho, Paquito
- Tschechisch: František
- Ungarisch: Ferenc
  - Diminutiv: Feri, Ferkó

Für weibliche Varianten: siehe Franziska#Varianten

## Namenstage
- 15. Januar: nach Franz de Capillas
- 24. Januar: nach Franz von Sales
- 2. April: nach Franz von Paola
- 6. Mai: nach Franz von Montmorenxy-Laval
- 11. Mai: nach Franz de Hieronymo
- 24. Mai: nach Franz Pfanner
- 4. Juni: nach Franz von Carácciolo
- 14. Juli: nach Francisco Solano
- 9. August: nach Franz Jägerstätter
- 21. August: nach Franz Reinisch
- 1. Oktober: nach Franz von Borgia
- 4. Oktober: nach Franz von Assisi

## Bekannte Namensträger

### Herrscher und Prinzen
- Liste der Herrscher namens Franz
- Liste der Prinzen namens Franz

### Vorname
- Franz von Assisi (1181/82–1226), Gründer des katholischen Ordens der Franziskaner
- Franz von Paola (1416–1507), Ordensgründer und Heiliger der römisch-katholischen Kirche
- Franz von Prag (1290–1362), tschechischer Geistlicher und Historiker
- Franz von Retz (1343–1427), Reformer des Dominikanerordens und Theologe
- Franz von Sales (1567–1622), Kirchenlehrer

#### A
- Franz Abt (1819–1885), deutscher Komponist und Kapellmeister
- Franz Ackermann (* 1963), deutscher Maler
- Franz Alt (* 1938), deutscher Journalist und Autor
- Franz Alt (1910–2011), US-amerikanischer Mathematiker

#### B
- Franz Wilhelm von Barfus-Falkenburg (1788–1863), deutscher Generalmajor
- Franz Beckenbauer (1945–2024), deutscher Fußballspieler und -funktionär
- Franz Behr (1876–1948), deutscher Fußballspieler, -schiedsrichter und -funktionär
- Franz Berwald (1796–1868), schwedischer Komponist und Violinist
- Franz Bieber (1892–1980), deutscher Motorradrennfahrer, Motorsportfunktionär und Unternehmer
- Franz Biedermann (* 1946), liechtensteinischer Zehnkämpfer
- Franz Binder (1911–1989), österreichischer Fußballspieler und -trainer
- Franz Binder (* 1950), rumänisch-österreichischer Sänger, Musikpädagoge und Chordirigent
- Franz Binder (* 1952), deutscher Schriftsteller, Fotojournalist und Grafikdesigner
- Franz Binder von Krieglstein (1774–1855), österreichischer Diplomat
- Franz-Josef Binder (1908–1960), österreichisch-niederländischer Motorradrennfahrer und Ingenieur
- Franz Blücher (1896–1959), deutscher Bundesminister (FDP, FVP, DP)
- Franz Boas (1858–1942), deutscher Ethnologe und Ethnosoziologe
- Francisco de Borja (1510–1572), spanischer General der Jesuiten
- Franz Brunner (1926–1982), österreichischer Politiker (ÖVP)
- Franz Bopp (1791–1867), deutscher Sprachwissenschaftler
- Franz Burda (1903–1986), deutscher Verleger

#### C
- Franz Czeminski (1876–1945), deutscher Politiker

#### D
- Franz Defregger (1835–1921), österreichischer Maler
- Franz Josef Degenhardt (1931–2011), deutscher Liedermacher, Schriftsteller und Rechtsanwalt
- Franz Dietl (1934–2024), Weihbischof der Erzdiözese München und Freising
- Franz Dinda (* 1983), deutscher Schauspieler
- Franz Wilhelm Driesler (1854–1910), deutscher Maler des Historismus
- Frans Drion (1874–1948), niederländischer Lehrer, Politiker und Anarchist

#### E
- Franz Essl (* 1973), österreichischer Ökologe

#### F
- Franz Felke (1902–1990), deutscher Unternehmer
- Franz Fleckenstein (1922–1996), deutscher römisch-katholischer Priester und Kirchenmusiker
- Franz Fuchs (1949–2000), österreichischer Terrorist
- Franz Fuchs (* 1953), deutscher Historiker

#### G
- Franz Gleitze (1869–1958), deutscher Heimatdichter
- Franz Goerke (1856–1931), deutscher Herausgeber und Fotograf
- Franz Göring (1908 – n. 1959), deutscher SS-Obersturmbannführer und Geheimdienstmitarbeiter
- Franz Göring (* 1984), deutscher Skilangläufer
- Franz Graßl (* 1965), deutscher Bergsteiger

#### H
- Franz Haller (* 1959), Südtiroler Kickboxer
- Franz Haller von Hallerkeö (1796–1875), österreichischer Feldmarschallleutnant
- Frans Hals (1580/85–1666), holländischer Maler
- Franz Heck (1899–1977), luxemburgischer Radrennfahrer
- Franz Heinzer (* 1962), Schweizer Skirennläufer
- Franz Held (1862–1908), deutscher Schriftsteller
- Franz Held (* 1948), deutscher Ruderer und Sportwissenschaftler
- Franz Hengsbach (1910–1991), deutscher Kardinal, römisch-katholischer Bischof von Essen
- Franz Hervay von Kirchberg (1870–1904), österreichischer Jurist und Bezirkshauptmann
- Franz Heubl (1924–2001), deutscher Politiker (CSU)
- Franz de Hieronymo (de Geronimo; 1642–1716), Jesuit und katholischer Heiliger
- Franz Andreas Holly (1747–1783), böhmischer Komponist
- Franz Hörner (1882–1944), deutscher Automobilrennfahrer
- Franz Huhn (* 1951), deutscher Politiker und Bürgermeister

#### J
- Franz Jägerstätter (1907–1943), österreichischer Kriegsdienstverweigerer

#### K
- Franz Kafka (1883–1924), österreichisch-tschechischer Schriftsteller
- Franz Kaida (* 1942), österreichischer Ansagensprecher der Wiener Linien
- Franz Klammer (* 1953), österreichischer Skirennläufer
- Franz Klebusch (1887–1951), deutscher Schauspieler
- Franz Kocian (1925–2023), deutscher Webermeister und Heimatforscher Sudetenland
- Franz König (1905–2004), österreichischer Kardinal
- Franz Körner (1838–1911), deutscher Grundbesitzer und Stifter
- Franz Krenn (1816–1897), österreichischer Komponist
- Franz Kuhlmann (1877–1965), deutscher Unternehmer und Stiftungsgründer
- Franz Kustner (* 1950), deutscher Politiker

#### L
- Franz Lambert (* 1948), deutscher Musiker
- Franz Langoth (1877–1953), österreichischer Politiker
- Franz Lehár (1870–1948), österreichischer Komponist ungarischer Herkunft
- Franz Lichtenauer (1886–1955), deutscher Schauspieler
- Franz Lichtenberger (1881–1942), deutscher Pädagoge und Schriftsteller
- Franz Liebl (1923–2002), sudetendeutscher Autor
- Franz Lingens (1925–2023), deutscher Mikrobiologe und Hochschullehrer
- Franz Liszt (1811–1886), ungarischer Komponist

#### M
- Franz Maidburg (1480/85–1533), deutscher Bildhauer der Spätgotik
- Franz Marc (1880–1916), deutscher Maler
- Franz von Marchia (Francesco della Marca; 1285/90–≈1344), Ordensgeistlicher, Philosoph und Theologe
- Franz Matter (1931–1999), Schweizer Schauspieler und Regisseur
- Franz Mehring (1846–1919), deutscher Publizist und Politiker
- Franz Mertz, (1897–1966), deutscher Kunstmaler, Bühnenbildner und -architekt
- Franz Mett (1904–1944), deutscher Widerstandskämpfer
- Franz Miltenberger (1867–1959), deutscher römisch-katholischer Generalvikar und Domprobst
- Franz Mohr  (1877–1943), deutscher Maler und Dichter
- Franz Mohr  (1927–2022), deutsch-US-amerikanischer Autor und Klaviertechniker
- Franz Wilhelm Mohr von Waldt (unbekannt – 1643), deutscher Feldmarschallleutnant
- Franz Mon (1926–2022), deutscher Schriftsteller und Dichter
- Franz Mühlenberg (1894–1976), deutscher Politiker
- Franz Müntefering (* 1940), deutscher Politiker
- Franz Münzer (1823–1893), deutscher römisch-katholischer Geistlicher und Politiker
- Franz Murr (1887–1964), deutscher Maler und Illustrator

#### N
- Franz Christian Naunyn (1799–1860), deutscher Politiker
- Franz Neubert (1878–1959), deutscher Autor, Übersetzer und Herausgeber
- Franz Neusser (1823–1912), österreichischer Erbrichter und Abgeordneter

#### O
- Franz von Oberhoffer (1838–1920), deutscher Offizier, preußischer General der Infanterie
- Franz Op den Orth (1902–1970), deutscher Politiker
- Franz Oppenheimer (1864–1943), deutscher Arzt, Soziologe und Nationalökonom
- Franz Osterroth (1900–1986), sozialdemokratischer Widerstandskämpfer, Politiker und Autor
- Franz Overbeck (1837–1905), Kirchenhistoriker und Professor für Evangelische Theologie

#### P
- Franz von Papen (1879–1969), deutscher Politiker
- Franz Urban Pappi (* 1939), deutscher Soziologe und Politikwissenschaftler
- Franz Porten (1859–1932), deutscher Schauspieler, Filmregisseur und Sänger (Bariton)

#### R
- Franz Rampelmann (* 1951), deutscher Schauspieler
- Franz Anton Regenauer (1797–1864), deutscher Politiker und Publizist
- Franz Johann Joseph von Reilly (1766–1820), österreichischer Verleger, Kartograf und Schriftsteller
- Franz von Retz (um 1343–1427), österreichischer Dominikaner, Theologe und Hochschullehrer
- Franz Reuss (1904–1992), deutscher General
- Franz Ringel (1940–2011), österreichischer Maler
- Franz Robiller (* 1940), deutscher Ornithologe
- Franz Romanus (1600–1668), deutscher Rechtswissenschaftler
- Franz Conrad Romanus (1671–1746), deutscher Jurist und Bürgermeister von Leipzig
- Franz Rosenthal (1914–2003), deutsch-US-amerikanischer Orientalist, Hochschullehrer
- Franz Rothermel (1690/91–1759), deutscher Baumeister
- Franz Rühl (1845–1915), deutscher Historiker und Hochschullehrer

#### S
- Franz Sackmann (1920–2011), deutscher Politiker
- Franz Schafheitlin (1895–1980), deutscher Schauspieler
- Franz Scharl (* 1958), österreichischer Geistlicher, Weihbischof von Wien
- Franz Scheer (1917–1997), österreichischer Hotelier und Politiker
- Franz Scholz (1909–1998), schlesischer Theologe
- Franz von Schönberg (1795–1861), deutscher Kammerherr und Rittergutsbesitzer
- Franz von Schönberg (1855–1916), deutscher Offizier, Generalleutnant
- Franz Schönhuber (1923–2005), deutscher Politiker
- Franz von Schönthan (1849–1913), Schriftsteller
- Franz de Paula von Schrank (1747–1835), deutscher Botaniker
- Franz Schubert (1797–1828), österreichischer Komponist
- Franz-Josef Sehr (* 1951), deutscher Kaufmann und Feuerwehrfunktionär
- Franz Stade (1855–1942), deutscher Architekt, Hochschullehrer und Fachautor
- Franz Xaver Stadler (1789–1865), deutscher Kaufmann und Stifter
- Franz Stadler (1898–1999), österreichischer Zauberkünstler
- Franz Stadler (1913–2000), deutscher Verbandsfunktionär (ADAC)
- Franz Steinbach (1895–1964), deutscher Historiker und Hochschullehrer
- Franz Steinfeld, der Jüngere (1787–1868), österreichischer Maler
- Franz von Steinfeld (1828–1875), deutscher Offizier, preußischer Generalmajor
- Franz Steinkühler (* 1937), deutscher Gewerkschafter (IG Metall)
- Franz Josef Strauß (1915–1988), deutscher Politiker
- Franz von Suppè (1819–1895), österreichischer Komponist

#### T
- Franz von Taxis (≈1459–1517), Generalpostmeister unter Philipp dem Schönen und Karl V.
- Franz II. von Taxis (≈1514–1543), Generalpostmeister unter Karl V.
- Franz Tymmermann (≈1515 – n. 1540), deutscher Maler, Schüler von Lucas Cranach dem Älteren

#### U
- Franz Ullrich (1830–1891), deutscher Erfinder und Unternehmer
- Franz Ullwer (1934–2022), deutscher Orientierungsläufer
- Franz Untersteller (* 1957), deutscher Politiker (Bündnis 90/Die Grünen)

#### V
- Franz Karl von Velbrück (1719–1784), Fürstbischof von Lüttich
- Frans Verhoeven (* 1966), niederländischer Endurorennfahrer
- Franz Vohwinkel (* 1964), deutscher Spieleillustrator
- Franz Josef Vonbun (1824–1870), österreichischer Arzt, Mundartdichter und Sagensammler
- Franz Vranitzky (* 1937), österreichischer Politiker (SPÖ), Bundeskanzler

#### W
- Franz Wagner, deutscher Basketballspieler
- Franz Wanderer (1901–1944), deutscher Marathonläufer
- Franz Weineck (1839–1921), deutscher Pädagoge und Heimatforscher
- Franz von Wertheim (1814–1883), österreichischer Industrieller
- Franz Werfel (1890–1945), österreichischer Schriftsteller

#### Z
- Franz Zimmert (* 1949), deutscher Fußballspieler

### Fiktive Namensträger
- Franz Eder aus Meister Eder und sein Pumuckl von Ellis Kaut
- Geschichten vom Franz von Christine Nöstlinger